# ۶۲۰ (پیش از میلاد)
۶۲۰ (پیش از میلاد) ۶۲۰مین سال قبل از تقویم میلادی است.

## درگذشتگان
== درگذشتگان ==عاص بن وائل